# Communauté de communes des Monts de Châlus
Die Communauté de communes des Monts de Châlus ist ein ehemaliger französischer Gemeindeverband mit der Rechtsform einer Communauté de communes im Département Haute-Vienne in der Region Nouvelle-Aquitaine. Sie wurde am 28. Dezember 1994 gegründet und umfasste sieben Gemeinden. Der Verwaltungssitz befand sich im Ort Châlus.

## Historische Entwicklung
Mit Wirkung vom 1. Januar 2017 fusionierte der Gemeindeverband mit der Communauté de communes du Pays de Nexon und bildete so die Nachfolgeorganisation Communauté de communes Pays de Nexon-Monts de Châlus.

## Ehemalige Mitgliedsgemeinden
1. Bussière-Galant
2. Châlus
3. Les Cars
4. Dournazac
5. Flavignac
6. Lavignac
7. Pageas